# Cecília da Grécia e Dinamarca
Cecília da Grécia e Dinamarca (22 de junho de 1911 - 16 de novembro de 1937) foi a esposa do grão-duque  Jorge Donato e irmã do príncipe Filipe, Duque de Edimburgo.

## Nascimento e família

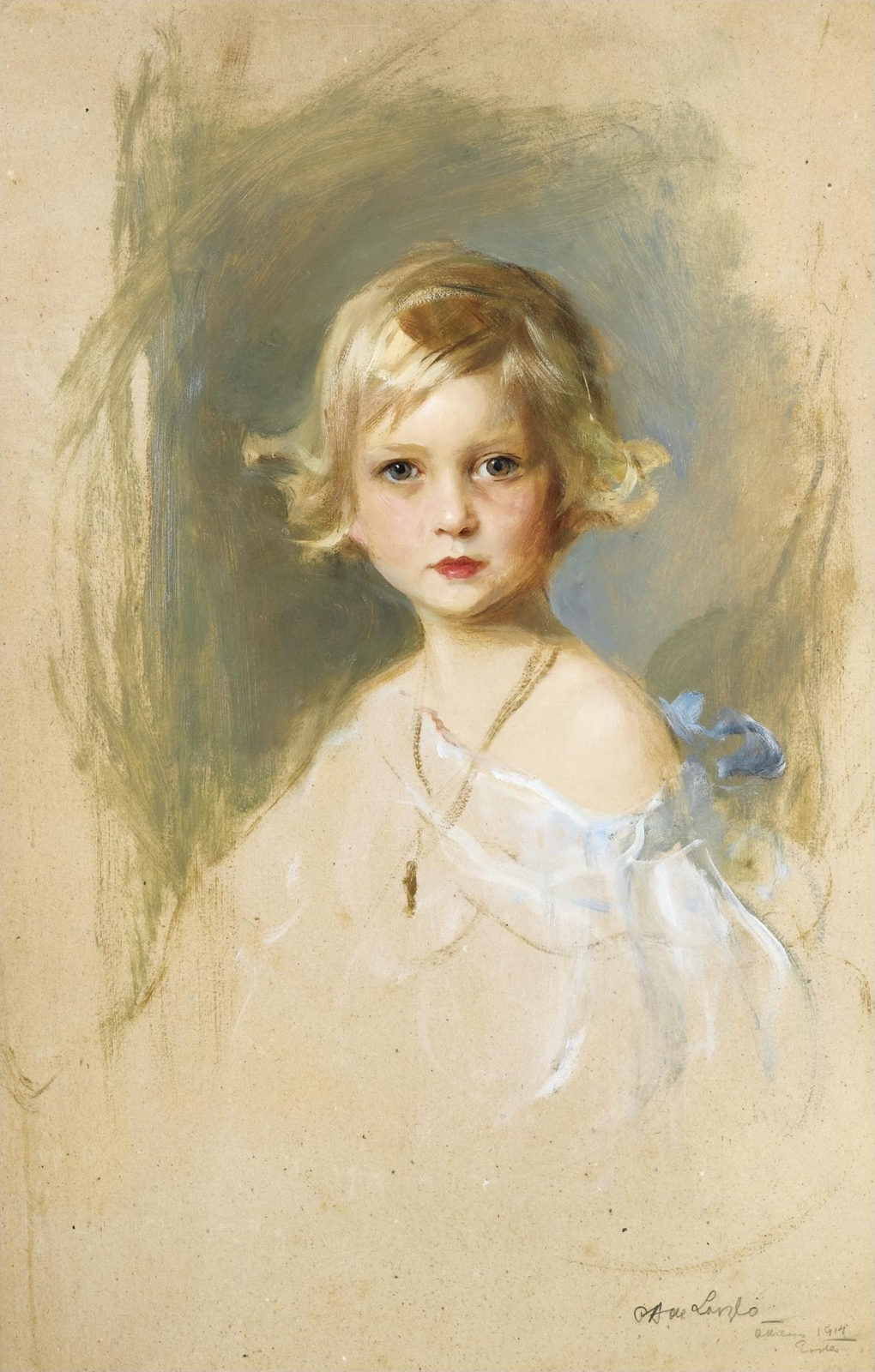
Cecília, ainda criança, por Philip de László

Cecília foi a terceira filha do príncipe André da Grécia e Dinamarca e da sua esposa, a princesa Alice de Battenberg. Nasceu no dia 22 de junho de 1911 no palácio de verão da família real grega em Tatoi, a quinze quilómetros de Atenas.
Cecília foi baptizada em Tatoi no dia 2 de julho de 1911. Os seus padrinhos foram o rei Jorge V do Reino Unido, Ernesto Luís, Grão-Duque de Hesse, o príncipe Nicolau da Grécia e Dinamarca e a duquesa Vera Constantinovna da Rússia.
Pelo lado do pai, Cecília era neta do rei Jorge I da Grécia e da grã-duquesa Olga Constantinovna da Rússia (uma neta do czar Nicolau I da Rússia). Pelo lado da mãe era bisneta da princesa Alice do Reino Unido (filha da rainha Vitória do Reino Unido e do príncipe Alberto de Saxe-Coburgo-Gota).
A princesa tinha três irmãs: Margarida (esposa do príncipe Godofredo de Hohenlohe-Langenburg), Teodora (esposa de Bertolo de Baden) e Sofia (esposa primeiro do príncipe Cristóvão de Hesse e depois do príncipe Jorge Guilherme de Hanôver). O seu irmão Filipe, depois duque de Edimburgo, foi o marido da rainha Isabel II do Reino Unido.
Em 1922, Cecília e as suas irmãs foram damas de honra no casamento do seu tio, Louis Mountbatten com Edwina Mountbatten.

## Casamento e descendência
No dia 2 de fevereiro de 1931, Cecília casou-se com Jorge Donato. O casal teve quatro filhos:
| Nome                     | Nascimento             | Morte                  | Observações                                                              |
| ------------------------ | ---------------------- | ---------------------- | ------------------------------------------------------------------------ |
| Luís Ernesto de Hesse    | 25 de outubro de 1931  | 16 de novembro de 1937 | morreu aos 6 anos de idade num acidente de avião; sem descendência.      |
| Alexandre Jorge de Hesse | 14 de abril de 1933    | 16 de novembro de 1937 | morreu aos 4 anos de idade num acidente de avião; sem descendência.      |
| Joana de Hesse-Darmstadt | 20 de setembro de 1936 | 14 de junho de 1939    | morreu aos 2 anos e meio de idade de meningite; sem descendência.        |
| bebé morto               | 16 de novembro de 1937 | 16 de novembro de 1937 | encontrado nos escombros do avião que matou grande parte da sua família. |

No dia 1 de maio de 1937, Cecília e o seu marido juntaram-se ao Partido Nazi.

## Morte

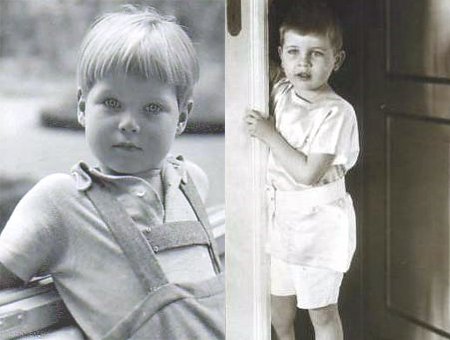
Alexandre e Luís, filhos de Cecília

Em outubro de 1937, o sogro e padrinho de Cecília, Ernesto Luís, Grão-Duque de Hesse, morreu. Poucas semanas depois do funeral estava marcado o casamento do seu cunhado, o príncipe Luís de Hesse, com Margaret Campbell-Geddes em Londres. 
No dia 16 de novembro de 1937, Jorge Donato, Cecília, os seus dois filhos mais velhos e a mãe de Jorge, Leonor, deixaram Darmstadt de avião com o objectivo de chegar a Londres. Nesta altura, o avião estava a tornar-se um meio de transporte popular, mas eram ainda pouco seguro e a maioria das pessoas continuava a preferir deslocar-se de barco e comboio. Cecília tinha tanto medo de aviões que, sempre que viajava em um, vestia-se de preto. Por outro lado, o seu marido Jorge era apaixonado pela aviação e, tendo um aeródromo perto de casa, preferia sempre viajar de avião.
A família embarcou perto das duas da tarde num monoplano pilotado pelo belga Tony Lambotte, um amigo do rei Leopoldo III. Quando descolaram, o tempo estava soalheiro, mas, ao longo da viagem, foi-se instalando um nevoeiro pesado que os impediu de fazer uma aterragem planeada anteriormente em Bruxelas. Em vez disso, o piloto recebeu instruções para aterrar no aeródromo de Steene, na costa perto de Ostend. Também aí o nevoeiro tinha reduzido a visibilidade até pouco mais do que alguns metros de altura. Apesar de tudo, o piloto decidiu continuar a descida às cegas. Foram disparados três foguetes do aeródromo para ajudá-lo a guiar-se, mas só o primeiro foi visível.
Uma testemunha ocular disse mais tarde ter visto o avião a descer do nevoeiro e embater numa chaminé de tijolo . Uma asa e um dos motores cederam e ambos caíram em cima do telhado da fábrica. O resto do avião ficou virado do avesso e caiu no campo próximo onde ardeu em chamas. Os bombeiros e as ambulâncias acorreram rapidamente ao local, mas não se conseguiram aproximar do local até ser tarde demais para encontrar sobreviventes. As notícias que chegavam de Ostend acrescentaram um pormenor arrepiante à tragédia. Os bombeiros que vasculhavam os destroços do avião encontraram os restos mortais de um bebé, que tinha nascido prematuramente quando o avião caiu, ao lado do corpo desfigurado de Cecília. Esta descoberta fortaleceu a teoria de que o piloto só tentou aterrar depois de se aperceber que a grã-duquesa tinha entrado em trabalho de parto.

## Funeral e consequências
O funeral realizou-se na semana seguinte, em Darmstadt. Entre os participantes, encontrava-se o príncipe Filipe, um dos únicos membros da família vestido com roupas civis, num funeral profundamente nazi. Ao lado dele, caminhavam os seus cunhados, o príncipe Cristóvão de Hesse-Cassel, marido da sua irmã Sofia, que apareceu na cerimónia vestido com o seu uniforme das SS, e o irmão dele, o príncipe Filipe de Hesse-Cassel, que vestia um uniforme das SA. Luís Mountbatten seguia atrás dele com o uniforme da marinha britânica.
As ruas de Darmstadt estavam cheias de destacamentos de soldados nazis e, à medida que passava a procissão, muitas pessoas na multidão levantaram os braços para fazer a saudação Heil Hitler. Hitler e Goering enviaram mensagens de condolências e Goering esteve presente no funeral em pessoa.
A única filha de Cecília que não estava a bordo, a princesa Joana, foi adoptada pelo tio, o príncipe Luís de Hesse-Darmstadt e pela esposa dele, Margaret Campbell-Geddes. Acabaria também por morrer, vinte meses depois do resto da família, de meningite.

## Na cultura popular
A história trágica da morte da família de Hesse foi utilizada no livro "Uma Questão de Honra" de Jeffrey Archer de forma ficcionada, afirmando que o acidente ocorreu devido ao facto de Jorge Donato ter em sua posse as joias da sua tia, a czarina Alexandra Feodorovna, que o KGB andava à procura.
A relação de Cecília com o seu irmão mais novo, Filipe, assim como o acidente de aviação onde morreu com a sua família, são retratados no episódio "Paterfamilias" da segunda temporada da série The Crown. Cecília é interpretada pela atriz alemã Leonie Benesch.

## Ligações Externas
- A Maldição de Hesse
- Livro "Uma Questão de Honra" de Jeffrey Archer